# Барбарис звичайний
Барбарис звичайний (Berberis vulgaris L.) — рослина роду барбарис. Місцева назва — кислиця. З родини барбарисових — Berberidaceae.

## Опис

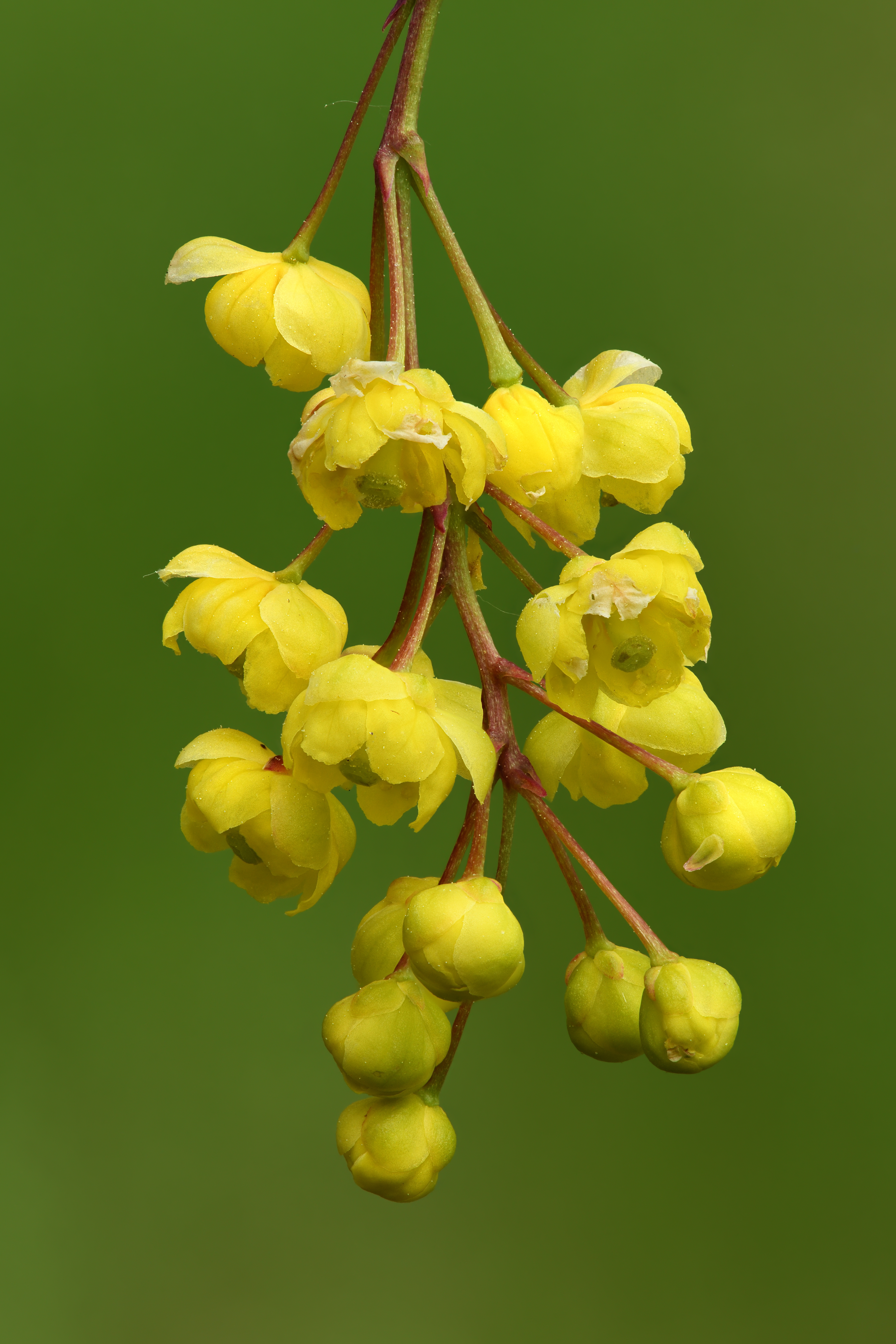
Суцвіття барбарису звичайного

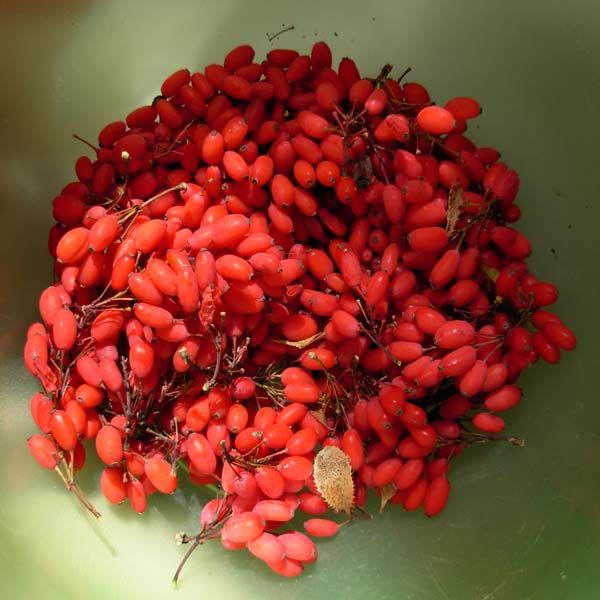
Ягоди барбарису звичайного

Гіллястий кущ (1,2-2,5 м заввишки). Пагони сірі, ребристі, дугоподібні, несуть трироздільні, рідше п'ятироздільні колючки (2 см завдовжки), молоді гілочки жовтуваті або жовтувато-червоні. Листки чергові, тонкі, овальні, обернено-яйцеподібні або видовжені (1-4 см завдовжки і 0,5-2 см завширшки), на верхівці тупуваті, з клиноподібнозвуженою основою; по краю гострозубчасті, зісподу сітчасті, з невеликими прилистками. Суцвіття — пониклі китиці (до 6 см завдовжки), розміщені на верхівках укорочених пагонів. 
Квітки жовті (6-8 мм у діаметрі). Чашолистків три, забарвлених в однаковий колір з пелюстками, пелюсток три; у квітці ще є шість пелюсткоподібних нектарників, які мають по дві залозки при основі. Тичинок шість, маточка одна, зав'язь верхня.
Плід — видовжена, яскраво-червона ягода (5-12 мм завдовжки) з однією-трьома коричневими матовими насінинами (4-6 мм завдовжки).

## Поширення
Барбарис звичайний поширений у Центральній, Південній та Східній Європі, в тому числі і в Україні, а також на Кавказі та в Туреччині.
Поширений по всій Україні як природно, так і в культурах. Заготівля можлива в Хмельницькій, Вінницькій, Черкаській, Київській, Полтавській, Сумській і Донецькій областях.
Росте в підліску, у хвойних і мішаних лісах, на узліссях, у чагарниках, на кам'янистих схилах. Морозостійка, світлолюбна рослина. Цвіте в травні — червні, плоди достигають у вересні.

## Охорона
На більшій частині ареалу стан популяцій виду залишається задовільним і тому не потребує особливих заходів охорони. На регіональному рівні в Україні барбарис звичайний занесений до Червоного списку рослин Дніпропетровської області

## Практичне значення

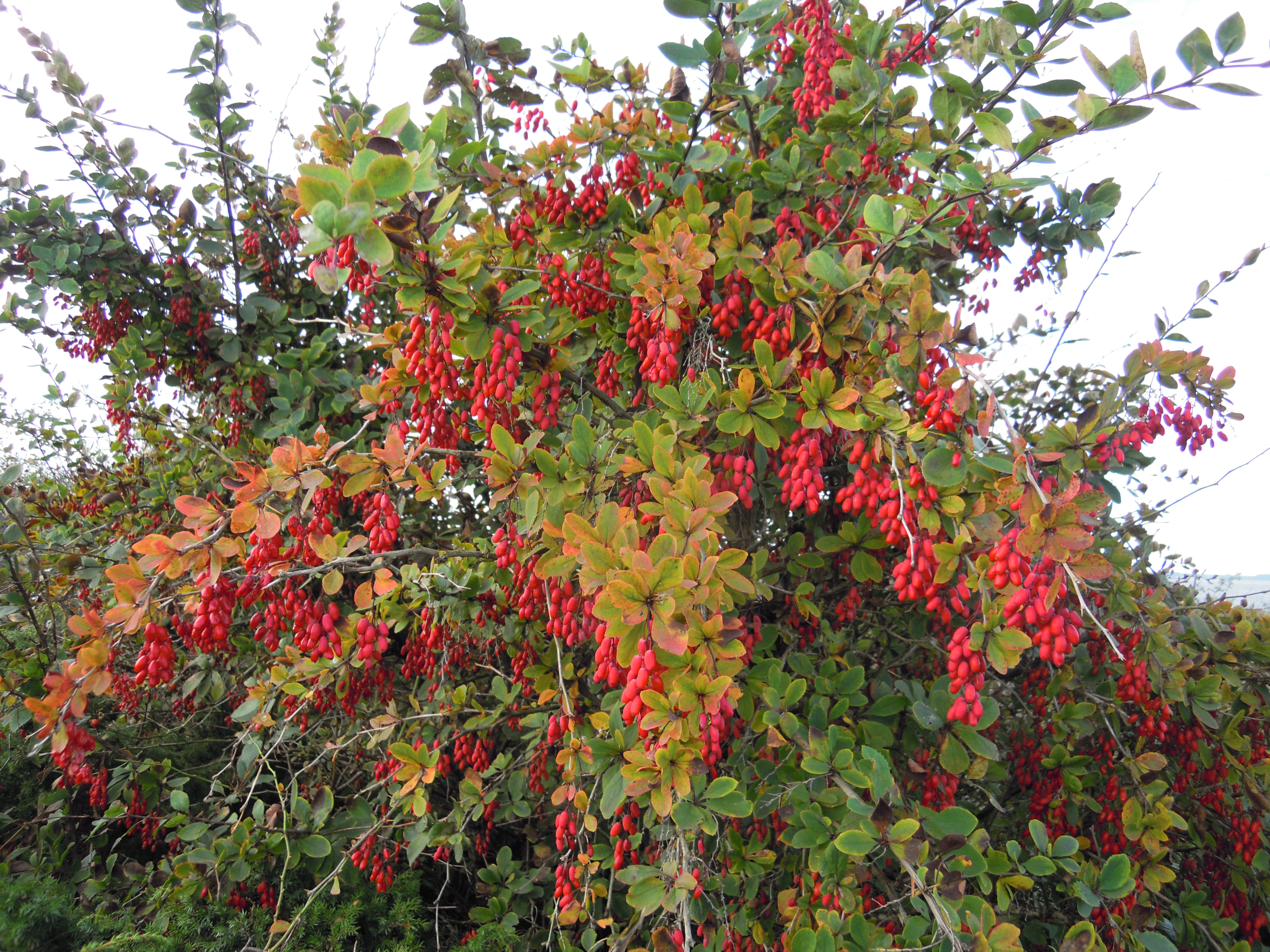
Кущ барбарису звичайного

Харчова, медоносна, лікарська, танідоносна, фарбувальна, декоративна рослина.
Плоди барбарису вживають у їжу свіжими або після переробки. З них готують начинку для цукерок, желе, варення, мармелад. На Кавказі з плодів барбарису і невеликої кількості води, перцю та солі готують гостру приправу до м'ясних страв.
Оригінальні смакові властивості плодів барбарису зумовлені наявністю в них цукрів (до 7 %), органічних кислот (до 7 %), вітаміну С (близько 170 мг %). Плоди містять також пектинові, дубильні й фарбувальні речовини. У фруктово-ягідному виробництві з плодів готують лікери, наливки, соки, сиропи, екстракти, безалкогольні напої, які відзначаються своєрідним смаком.
Молоді пагони й листки барбарису містять яблучну кислоту, вітаміни С (120 мг %), А (140 мг %), вживають у їжу їх у вигляді салатів і маринадів.
Молоде листя має кислуватий смак. У Голландії з нього готують салати, а з підсоленого відвару листя — охолоджувальні напої. Для салатів беруть молоді пагони і листя, які можна використовувати і для заварювання чаю.
Барбарис звичайний — добра медоносна рослина, у травні — червні дає багато нектару, разом з іншими медоносами лісу сприяє підготовці бджолиної сім'ї до літніх взятків. Мед приємний на смак, жовтуватого кольору.
У науковій медицині використовують листки, кору й корені барбарису — Folia, Cortex, Radix Berberidis. Листки використовують в акушерсько-гінекологічній практиці як кровоспинний засіб.
У коренях і корі барбарису міститься алкалоїд берберин. Їх застосовують у медицині як засіб, що знижує кров'яний тиск і серцебиття. Вони мають також глистогінні й кровоспинні властивості.
У народній медицині ягоди барбарису рекомендуються для збудження апетиту, тамування спраги, поліпшення роботи шлунка, зниження кров'яного тиску. Корені використовують при захворюванні печінки. В Середній Азії та Індії кору барбарису використовують для лікування лейшманіозу.
Молоді гілки, кору й корені барбарису використовують для фарбування вовни в лимонно-жовтий, а шкір — у червонувато-жовтий кольори. Сік із свіжих стиглих ягід у суміші з галунами дає рожеву фарбу, яку використовують для фарбування льону, шовку, паперу й вовни.
У декоративному садівництві барбарис застосовують для створення живоплотів, бордюрів, окремих груп. Не рекомендується розводити в лісових смугах поблизу сільськогосподарських угідь, тому, що він є проміжною рослиною-живителем шкідливих для злаків іржастих грибів.

### Збирання, переробка та зберігання
Листки збирають навесні після цвітіння. Сушать у тіні, у добре провітрюваних приміщеннях. Висушену сировину пакують у паперові мішки вагою по 10 кг або в тюки вагою по 50 кг.
Корені заготовляють навесні або восени, обережно викопуючи їх лопатою, щоб не пошкодити всю кореневу систему. Вибирають не більше п'ятої частини її. Обрубані корені промивають, сушать, розрізують на шматки завдовжки 2 см. Сушать на горищах або під наметами
з достатньою вентиляцією, розстилаючи їх тонким шаром. Упаковують сировину в паперові мішки вагою до 25 кг.
Кору збирають рано навесні до початку вегетації. Знімають її з допомогою кільцевих надрізів, зроблених на відстані 10-15 см один від одного і з'єднують їх поздовжніми надрізами. Сушать кору так само, як і корені. Пакують в мішки вагою по 20 кг, або в тюки по 50 кг.